# IC 1279
IC 1279 ist eine Spiralgalaxie vom Hubble-Typ Sb im Sternbild Herkules am Nordsternhimmel. Sie ist schätzungsweise 298 Millionen Lichtjahre von der Milchstraße entfernt.
Das Objekt wurde am 18. Oktober 1887 von Lewis Swift entdeckt.